# Tramway du Val-de-Ruz
Le Tramway du Val-de-Ruz (abrégé VR) est une ligne de tramway à voie métrique, qui relie les localités du district éponyme de 1903 à 1948.

## Historique
Un premier projet comprenait une ligne à voie normale raccordée à la ligne Neuchâtel – La Chaux-de-Fonds – Le Locle-Col-des-Roches, reliant Les Hauts-Geneveys à Dombresson. Pour des raisons de coûts, l'écartement métrique a finalement été choisi. Les premiers convois, mus dès l'origine par l'électricité, ont circulé le 23 février 1903.
Dès 1920, la compagnie exploite une ligne d'autobus Cernier – Fontaines – Boudevilliers – Valangin.
Après 40 années de service, les motrices commençaient à accuser leur âge. Chemin de fer à vocation locale, bâti dans une zone densément peu peuplée, les bénéfices n'ont pratiquement jamais été au rendez-vous ; il est donc décidé après guerre, plutôt que de racheter du nouveau matériel, de transformer le tramway en une ligne de trolleybus, nouveau moyen de transport moderne, innovant, confortable (grâce aux pneumatiques) et prometteur.
Le dernier tramway circulera le 31 août 1948, cédant sa place dès le lendemain à son successeur le trolleybus. Celui-ci fut prolongé dès le 1er juillet 1949 à la ligne de Valangin, puis raccordé au réseau des trolleybus de Neuchâtel.
Le trolleybus fut à son tour remplacé par un autobus le 14 avril 1984.
En 2005, le VR a fusionné avec les Chemins de fer des Montagnes Neuchâteloises (CMN) et le Régional du Val-de-Travers (RVT) pour devenir les Transports régionaux neuchâtelois (aujourd'hui TransN).

## Infrastructure
La ligne, d'une longueur totale de 8.3 kilomètres, a été construite à l'économie et ne comporte pas d'ouvrage d'art ; les rails sont sur l'ensemble du parcours encastrés dans la route.
Dès l'origine, une ligne de contact alimentait les véhicules moteurs en courant continu d'une tension de 650 volts.
Un dépôt comprenant une voie intérieure et 4 voies de garage extérieures se situait à Cernier. Il n'en reste plus rien de nos jours.

## Véhicules
| - Ce 2/2 2 à 5 - automotrices pour le transport des voyageurs - construites en 1903 par SWS/MFO - long. 8.70 m, 11 t, 60 ch, 20 places assises - démolies en 1948 - Ce 2/2 6 et 7 - automotrices pour le transport des voyageurs - construites en 1903 par SWS/MFO - long. 8.50 m, 11 t, 80 ch, 18 places assises - reprises par les TN en 1941 et démolies en 1948 - Ke 2/2 1 - fourgon automoteur à marchandises - construit en 1903 par SWS/MFO - long. 6.24 m, 9 t, 60 ch - démoli en 1948 - Ke 2/2 2 - fourgon automoteur à marchandises - construit en 1904 par SWS/MFO - long. 6.52 m, 9 t, 80 ch - démoli en 1948 |  | - FZ 1 - fourgon à bagages et poste - construites en 1903 par SIG - démolis en 1948 - Ce 2/2 3003 et 3004 - fourgons à bagages et poste - construits en 1903 par SIG - repris par les TN en 1940 et démolis en 1956 - L 10 - wagon plat - construit en 1903 par SIG - démoli en 1948 - M 11 - wagon couvert - construit en 1918 par les ateliers de la compagnie - démoli en 1948 |